# Stilobezzia longistyla
Stilobezzia longistyla är en tvåvingeart som beskrevs av Tokunaga 1941. Stilobezzia longistyla ingår i släktet Stilobezzia och familjen svidknott. Inga underarter finns listade i Catalogue of Life.